# Ramon Manuel Garriga i Nogués
Ramon Manuel Garriga i Nogués (castellà: Ramón Manuel Garriga Nogués)  (Vic, 1 de gener de 1835 - Barcelona, 22 de febrer de 1906) fou un catedràtic, filòleg i hel·lenista català, rector de la Universitat de Barcelona entre 1900 i 1901.

## Biografia
Encara que nasqué a Vic, els negocis familiars el portaren a passar la joventut a Saragossa. El 1862 el seu pare, amb la seva mare i els seus vuit germans, hi fundà la banca Garriga Nogués Germans, societat que posteriorment va quedar únicament formada pel seu germà Pere i el seu nebot Rupert Garriga amb el nom de Garriga Nogués i Nebot. Ramon Manuel Garriga no va tenir més relació amb la banca familiar, execepte a la mort el 1895 del seu germà Pere, quan hi va entrar com a tutor dels seus nebots —entre els quals Josep Garriga-Nogués i Roig—, juntament amb Rupert Garriga.
El 1861 es llicencià en filosofia i lletres per la Universitat de Barcelona i fou investit doctor el 1863. El mateix any guanyà per oposició la càtedra de llengua hebrea a la Universitat Literària de Santiago, que exercí fins a obtenir el trasllat, com a catedràtic de llengua grega, a la Universitat de Barcelona, el 1867. Especialista en cultura hel·lenística, sobre la qual versa la major part de la seva obra escrita, publicà diversos llibres de gramàtica grega, així com de llatina i d'hebrea, a més de traduir al castellà obres com la Ilíada.
El 6 de desembre de 1899 fou nomenat degà de la Facultat de Filosofia i Lletres i, deu dies després, vicerector de la Universitat de Barcelona. El 26 d'octubre de 1900 fou designat rector de la universitat barcelonina per reial ordre. Uns incidents estudiantils a l'inici del curs 1901-1902, quan uns alumnes van xiular a oficials de l'exèrcit, van provocar la seva suspensió pel Ministeri d'Instrucció Pública i Belles Arts, que el va portar a presentar la dimissió. La pressió dels estudiants, declarats en vaga, i del claustre van portar a Garriga Nogués a fer marxa enrere i tornar a assumir el rectorat, pronunciant un encès i ovacionat discurs davant els alumnes.
| «                                                                | Vuestra actitud tan prudente como enérgica y la inquebrantable adhesión de todos los profesores de la universidad, han sido causa del triunfo obtenido por la razón y la justicia. Yo, con la energía que imprime el carácter catalán […] he protestado en términos enérgicos contra determinadas medidas y he presentado la dimisión de mi cargo que no solicité y que me fue impuesto por el anterior gobierno. El resultado ha sido la reposición en mi cargo y la súplica que retirase mi dimisión; lo cual efectué por consideración a mis dignos compañeros, a vosotros y a la tranquilidad y bienestar de Barcelona. Soy español y catalán y dispuesto a probar que si nos envían caballos castellanos para pisotearnos con sus inmundos cascos y armas castellanas para herirnos, tenemos pechos para morir y reproducir las antiguas escenas de Numancia y de Sagunto. | » |
| — Fragment del discurs de Garriga i Nogués davant els estudiants | |   |

En resposta a aquestes paraules, el Consell de Ministres, presidit per Álvaro Figueroa y Torres Mendieta, comte de Romanones, acordà la seva destitució, certificada per Reial Decret el 18 de novembre de 1901.
Garriga i Nogués seguí exercint com a catedràtic i arribà fins i tot a assumir de nou el deganat de Filosofia i Lletres de forma interina, als pocs mesos d'haver estat destituït com a rector. El 1905, tot i haver complert l'edat reglamentària de jubilació, 70 anys, va obtenir un permís especial del Ministeri per seguir la seva tasca docent. Malalt de Parkinson, va morir un any més tard. La capella ardent es va instal·lar al recinte de la universitat i el seu funeral es va convertir en un acte multitudinari.

## Publicacions
- Semblanzas literarias ó bosquejo de caracteres al Sr. D. Joaquín Rubió y Ors con motivo de su ascenso .... Barcelona: [s.n.] (Tipografía de la Casa provincial de Caridad), 1900.
- La poesía y sus formas artísticas. Barcelona: Tipografía dela Casa Provincial de Caridad, 1901.
- Elementos de gramática hebrea. Barcelona: Establecimiento tipográficode Narciso Ramírez, 1867.
- Manual práctico de la lengua hebrea. Barcelona: Establecimiento tipográfico de Narciso Ramírez, 1867.
- Gramática griega. Barcelona: [s.n.] (Imprenta de Henrich), 1893-
- María de Nazareth. Barcelona: Tipografía de la Casa de la Caridad, 1898.
- La poesía y sus formas artísticas. Barcelona: Tipografía de la Casa Provincial de la Caridad, 1901.
- Historia y descripción del Santuario de Nuestra Señora de Misericordia de Aragón. Barcelona: Tipografía de la Casa Provincial de Caridadm 1902.
- María en la Biblia. Barcelona: [s.n.]. (Tipografía de la Casa Provincial de Caridad), 1905.